# Sabino Augusto Montanaro
Sabino Augusto Montanaro (* 30. Juli 1922 in Asunción; † 10. September 2011 ebenda) war ein paraguayischer Rechtsanwalt und Politiker der Partido Colorado.

## Leben
Montanaro studierte nach seinem Schulbesuch die Rechtswissenschaften und war danach als Rechtsanwalt tätig. Später engagierte er sich als Politiker in der Partido Colorado und wurde 1966 vom damaligen diktatorisch regierenden Präsidenten Alfredo Stroessner zum Innenminister Paraguays ernannt. Dieses Amt bekleidete er bis zum Sturz Stroessners durch General Andrés Rodríguez am 3. Februar 1989. Weil er Oppositionelle entführen, foltern und ermorden ließ, wurde er 1971 von Erzbischof Ismael Rolón SDB von Asunción exkommuniziert.
Nach der Entmachtung Stroessners ging er wie dieser ins Exil und lebte 20 Jahre lang in Honduras. Nachdem er am 1. Mai 2009 nach Paraguay zurückgekehrt war, wurde er aufgrund eines Haftbefehls wegen Entführung und Verschwindenlassens von Oppositionellen festgenommen und Anklage gegen ihn erhoben. Wegen seines Alters und Gesundheitszustandes wurde die Haft in Hausarrest umgewandelt. 
Montanaro starb am 10. September 2011 an den Folgen einer Lungenentzündung.